# 近古藏語
近古藏語（英語：:103），又稱古典藏語（Classical Tibetan），語言學上對藏語的分類方法之一，它目前是一種書面語，為藏文寫作的根據。816年赤德松贊統治時期，發展出藏文，在書寫文字出現之後，中古藏語被重新標準化，形成現在所知的近古藏語。近古藏語受到印度語言，特別是梵文的影響。發音與正寫法與中古藏語接近，但在文法部份則依不同區域出身的寫作者，產生了各種不同變化形態。
中古藏語時期結束後，近古藏語在10世紀與12世紀間形成，成為現代標準藏語的前身。藏文與近古藏文同時發展，有很高的保守性，藏文仍然以近古藏語為根據。在現代，已經少人使用近古藏語，但是近古藏語成為一種書面語後，仍然保留至今。

## 名词

### 名词短语的结构
使得名词或形容词主格化的短语需要用 — pa 或 ba， 以及 ma —。
- 阳性词用 po 或 bo，阴性词用 mo，以分辨词的性别。

在需要表明复数的时候，加 -rnams。需要表明复数的集体性质时，用 -dag。此二語素可以一同使用（比如 rnams-dag “数人组成的团体”，以及 dag-rnams “数个团体”）。

### 格
古典藏语的书面语有十个格。
- 通格（Absolutive）：没有语素表示
- 属格 （genitive） ：གི་ -gi、 གྱི་ -gyi、ཀྱི་ -kyi、འི་ -i、ཡི་ -yi
- 施事格（Agentive）：གིས་ -gis、གྱིས་ -gyis、ཀྱིས་ -kyis、ས་ -s、ཡིས་ -yis
- 方位格 （Locative） ：ན་ -na
- 向格（Allative） ：ལ་ -la
- 终格（Terminative）： རུ་ -ru、སུ་ -su、ཏུ་ -tu、དུ་ -du、ར་ -r
- 随伴格（Comitative） ：དང་ -dang
- 离格 （Ablative）：ནས་ -nas
- 出格（Elative）：ལས་ -las
- 比较格（Comparative）：བས་ -bas

为了表示格，会在整个名词短语，而非单独的单词后缀加， 即 Gruppenflexion。
传统的西藏语法学家并不区分十个格，而是按照梵语传统划分为八个格，剔除 （-dang 和 -bas）。

### 代词
有人称代词、指示代词、疑问代词和反身代词代词，以及一个与“1”关联的不定冠词。:919

#### 人称代词
近古藏语代词系统通过Milarepa rnam thar展现。
| 人称  | 单数      | 复数          |
| ----- | --------- | ------------- |
| 1     | ང་ nga    | ངེད་ nged      |
| 1 + 2 |           | རང་རེ་ rang-re |
| 2     | ཁྱོད་ khyod | ཁྱེད་ khyed     |
| 3     | ཁོ་ kho    | ཁོང་ khong     |

和法语类似，第二人稱复数「你們」（ཁྱེད་ khyed）可被用作敬语形式的第二人稱单数「您」。

## 动词
动词不因人称或数发生屈折。形态学上，共可分出4种动词词干，受梵语语法术语影响的藏语语法学家分别称它们为“现在时”（lta-da）、“过去时”（'das-pa）、“将来时”（ma-'ongs-pa）和“祈使时（祈使语气）”（skul-tshigs），不过这些词干的精确语义仍有争议。所谓“将来时词干”表示的并不是真正的将来时，而是表达必要或义务。
大部分藏语动词都能被分为两类，含蓄或明确地表达施事的、通过工具格助词（kyis等）标记句子的，以及表达不含施事的动作的名词。藏语语法学家分别将这两类称为tha-dad-pa和tha-mi-dad-pa。虽然这两个类别看上去和现代句法学所指的及物与否相重叠，但大部分现代藏语语法学者选择用“（非）义务性”指它们，这是基于藏语文献的描述。大多数非义务性动词缺乏祈使时词干。

### 屈折
许多动词表现出词干的4种元音交替，现在时的a或e在祈使语气中变为o，如byed、byas、bya、byos（“做”），现在时的e在将来时和过去时变为a（len、blangs、blang、longs“取”）；有些动词现在时的i变为其他词干的u（'dzin、bzung、gzung、zung“取”）。另外，动词词干还能通过添加的词缀的不同来区分，如sgrub（现在时）、bsgrubs（过去时）、bsgrub（将来时）、sgrubs（祈使语气）。用-s后缀时，一般是过去时或祈使语气，对于特定动词来说，特定的前缀比较没有规律；其中一个规律是过去时词干b-和将来时的g-的交替，这条规则并不普适。
| 含义       | 现在时     | 过去时        | 将来时      | 祈使语气    |
| ---------- | ---------- | ------------- | ----------- | ----------- |
| 做         | བྱེད་ byed   | བྱས་ byas      | བྱ་ bya      | བྱོས་ byos    |
| 取         | ལེན་ len    | བླངས་ blangs   | བླང་ blang   | ལོངས་ longs  |
| 取         | འཛིན་ 'dzin | བཟུངས་ bzungs  | གཟུང་ gzung  | ཟུངས་ zungs  |
| 达到、完成 | སྒྲུབ་ sgrub  | བསྒྲུབས་ bsgrubs | བསྒྲུབ་ bsgrub | སྒྲུབས་ sgrubs |

只有少量动词有4种完整变化。有些动词只有一种形态。这一缺陷无论在古时书面语中，还是在现代方言中，均由助词或后缀补充。:920

### 否定
动词的否定可通过两个前置助词mi和ma实现。mi用于现在时和将来时词干；ma用于过去时词干；祈使时词根无法变成否定祈使（即禁止）。此外，否定状态动词med“不存在，没有”与肯定状态动词yod“存在，有”对应。

### 敬语
如名词一样，藏语动词也有一套复杂的敬语系统。因此，许多日常生活中的动词都有个相当不同的高级说法，如lta“看”，敬语gzigs；byed“做”，敬语mdzad。如果并不存在这么个敬语专用的高级说法，一般的派生是将标准动词词干和适当的通用敬语词干，如mdzad，相结合。

## 延伸閱讀
- Beyer, Stephen, 1992. The Classical Tibetan language. New York: State University of New York. Reprint 1993, （Bibliotheca Indo-Buddhica series, 116.） Delhi: Sri Satguru.
- Hahn, Michael, 2003. Schlüssel zum Lehrbuch der klassischen tibetischen Schriftsprache Marburg : Indica et Tibetica Verlag
- Hill, Nathan W. （2007） 'Personalpronomina in der Lebensbeschreibung des Mi la ras pa, Kapitel III （页面存档备份，存于）.' Zentralasiatische Studien, 36. pp. 277–287.
- Hill, Nathan W. （2010） 'Brief overview of Tibetan Verb Morphology （页面存档备份，存于）' A Lexicon of Tibetan Verb Stems as Reported by the Grammatical Tradition. Munich: Bayerische Akademie der Wissenschaften. （Studia Tibetica） pp. xv-xxii.
- Hill, Nathan W. （2012） 'Tibetan -las, -nas, and -bas. （页面存档备份，存于）' Cahiers de Linguistique Asie Orientale, 41 （1）. pp. 3–38.
- Hodge, Stephen, 2003. An introduction to classical Tibetan. Bangkok: Orchid Press
- Schwieger, Peter, 2006. Handbuch zur Grammatik der klassischen tibetischen Schriftsprache. Halle: International Institute for Tibetan and Buddhist Studies GmbH.
- skal-bzhang 'gur-med, 1992. Le clair miroir : enseignement de la grammaire Tibetaine （trans.） Heather Stoddard & Nicholas Tournandre, Paris : Editions Prajna

## 外部連結
- Tibetan in Digital Communication （页面存档备份，存于）